# Пашин конак у Нишу
Пашин конак у Нишу или Пашин двор било је једно од најгабаритнијих и најрепрезентативних здања Османлијске царевине у нишкој тврђави једној од највећих тврђава на Балкану. Конак је највероватније саграђено шездесетих година деветнаестог века као владарска кућа Мидхад-паше, у којој ће нишке паше боравити све до ослобођења Ниша од Османлија децембра 1877. године.

## Предуслови
Град Ниш се налази на раскрсници важних комуникација које су од давнина повезивале западну европу са Цариградом и Солуном. Овакав географски положај граду је донео угледно место у војном, политичком, културном, економском и верском животу. Ниш је, као и већина старих балканских градова, током Османске власти прошао процес урбанизације, деурбанизације и реурбизације.

Османлије су у освојеном граду наставили живот у преосталим старим грађевинама које су прилагодили својим потребама. Ниш у једном периоду губи стратешки значај за османску империју, све до 1723. године када су на простору старог града Османлије саградиле једну од највећих тврђава на Балкану. Изнад главне Стамбој капије узидана је плоча са натписом који слави султана Ахмет Хана који 
| „ | „саграти тврђаву по Александровом систему и стави душманину гвоздену пречку на пут, и начини Нишки град најтврђим градом године 1723.“ | ” |

Унутар бедема образује се препознатљиво оријентална варош, и она по угледу на стари град, из два дела. У највишем делу, покривајући простор средњовековног малог - горњег града, саграђено је и седиште нишког паше — Пашин конак,или мухафиз-сарај смештено унутар безбедних зидина Нишке тврђаве.

### Становници конака
У њему су боравили Нишки  управници  Хафис-паша (1799–1805),  Ибрахим-паша Бушатлија  (1805–1806), Ахмед Хуршид-паша (1806–1809),   Али-паша Карсли (1809–1813), Мехмед Бахрам-паша   (1813–1814),   Дубараџи Марашли Али-паша (1814–1815),  Џелалудин Сејид Али-паша (1815–1816),  Али-паша Карсли (1817–1821), у другом мандату,   Хусеин-паша Гаванозолу/Каваносзаде (1821–1825),  Осман-паша (1825–1830), Махмуд-паша Хафисић (1830–1831), рођени нишлија, Сејид Мехмед-паша Шехсуварзаде  (1831–1833),  Мехмед Салих-паша  (1833–1835),   Физи Осман Хаири-паша  (1835–1837), Самакули Мехмед Хусрев-паша (1838–1839), Гурџу Мехмед Васиф-паша (1839),  Мирза/Татар Сејид Мехмед-паша  (1839–1840),   Коше Ахмед Зекерија-паша (1840), Дилавер Мехмед-паша (1840),   Мустафа Сабри-паша (1840–1841),  Дели Исмет Мехмед-паша (1841–1842),   Осман-паша (1842–1844), Мухендис Хафис Ахмед-паша (1844–1845),   Черкез Хафис Мехмед-паша (1845),  Гурџу Мехмед Васиф-паша (1845–1850), Хусеин Ремзи-паша (1850),    Арнавуд Мехмед Хуршид-паша (1850–1852),  Мехмед Бесим-паша  (1852),  Џунди Исмаил-паша (1852–1855),  Бурсали Васиф-паша (1855–1857), Зејналебедин-паша (1857–1860, Осман-паша Рауфпашазаде (1860–1861),  Хафис Ахмед Шефик Мидхат-паша (1861–1864), последњи управник са звањем валије,   Хусеин-паша (1864–1865),  Сулејман-паша (1865–1867),    Абдурахман Нуредин-паша (1867–1872),  Али Риза-паша (1872–1877),   Хилми-паша (1877),    Ванли/Курд Мехмед Решид-паша Карамуфтизаде (1877–1878), последњи становник конака.

## Положај, изглед, размештај
Пашин двор се налазио у Хунџар-царевој махали, на југоистичном платоу нишке Тврђаве, на највишем делу, средњовековног малог - горњег града, и седишту турске аристократије са богатим и раскошним конацима, харемима, амамом...
Пространи конак карактеристичне просторне диспозиције и архитектонске обраде по оријенталном градитељском моделу угледних господских кућа, која је имала истакнуту позицију у оквиру нишке Тврђавске вароши која је у време отоманске власти представљала седиште управних и војних институција и елитни део ондашњег Ниша.
Због велике концентрације становништва у Тврђави око конака се налазио тескобан и густо насељен орхентални простор, збијена чаршија са ниским дућанима и Магазама, јер су Османлије подстицале процес ширења и пресељавање Ниша преко Нишаве у унутрашњост зидина Тврђаве.
Нишки конак  у ружичастој боји био је специфичан због великог броја прозора, чија је бројност изазивала велику пажњу и чуђење српских посетилаца након ослобођења Ниша од Османлија.
Својом организацијом Пашин конак је представљао копију двора османских султана. Имао је два дела, унутрашњи (хармелук) и спољашњи (селамлук):
- Харемлук је био приватни део у коме су живели управник и чланови његове породице.
- Селамлук  је служио за смештена његова канцеларија (daire) из које је управљао пашалуком, писао и издавао документа, одашиљао своје татаре, примао посланства, локалне становнике, њихове молбе и вршио разна друга обраћања.[7][8] Осим паше, у овом делу конака смештено је било и особље са којим је свакодневно непосредно радио (капиџије, чауши, ћатиби, мухурдар, дефтердар, гавази и остали службеници пашиног дивана).

Неформални део људства у конаку биле су бројне слуге које је паша држао по узору на султана. То су били разни старатељи (о обући, одећи, трпези), харемска послуга, чибукџије, кафеџије итд. Њихов задатак био је да паши олакшају свакодневицу и својом бројношћу демонстрирају пред становништвом богатство, моћ и екстраваганцију свог господара. Због толиког мешања приватног живота, војних и административних дужности унутар Пашиног конака, паше су у њему често вршили своју службу као да воде личне послове, јер није постојала јасна граница између њихових функција.
Осим унутрашњег (хармелука) и спољашњег (селамлука), комплекс Пашиног конака су чиниле помоћне зграде за смештај слугу и пашине пратње (tevabi), оставе, штале, кухиња, хамам, баште, шедрван итд. Наравно, сво особље није могло да буде смештено у конаку, па је један део живео ван њега. У Нишу су то биле муслиманске махале у  Нишкој тврђави или оне у махали на левој обали Нишаве.

## Пашин конак у ослобођеном Нишу
Након ослобођења Ниша од османлијске власти 1878. године кнез Милан Обреновић за своје личне потребе откупљује Бећир-бегов и Пашин конак у Тврђави. По уласку у посед Милан је наредио да се Врховна команда најпре смести у Пашином конаку великог Бећир-беговог комплекса у Таш-ћупри махали, а седнице скупштине у новоослобођеним крајевима у периоду од 1878. до 1903. године одржаване су у првој нишкој основној школи „Свети Сава”.
С пролеће 1878. године просечена је прва широка калдрмисана праволинијска улица, која се отварала пространим слободним простором у виду манифестационо-парадног трга, чиме је атрактивно маркирано здање у дубокој ведути, говори у прилог претпоставци да је првобитна идеја кнеза Милана била да управо на овом месту испред бившег Пашиног конака формира себи двор.
Због оскудности преосталих извора, није могуће прецизно реконструисати узроке заокрета кнеза Милана да одустане од идеје да у овом конаку оснује свој дворац са готово истовремено и првим урбанистичким корацима у Тврђави Кнез Милан је за двор одабрао Бећир-бегов конак на супротној страни реке Нишаве, ван древне Тврђаве док је Тврђавска варош заједно са Пашиним конаком сравњена са земљом.